# قنقا (ازبکستان)
محوطه تاریخی و باستانی قنقا (ازبکی: Qanqa) در ۸۰ کیلومتری جنوب‌غربی تاشکند پایتخت ازبکستان و در حومه جنوب‌شرقی شهرک التمگالی قرار دارد. این محوطه یکی از مراکز شهرهای بزرگ و باستانی واحه تاشکند است. قنقا نخستین مرکز ایالت تاشکند و ملک کوچکی در کانگوی بوده است.
این محوطه در ۱۸ ژانویه ۲۰۰۸ توسط یونسکو در فهرست آزمایشی میراث جهانی و در دسته‌بندی فرهنگی ثبت شد.